# Jay Manuel
Jay Manuel est né le 14 août 1972 à Toronto au Canada. Il est maquilleur et photographe de mode. Il officie en tant que directeur de la photographie dans l'émission de télé-réalité Top Model USA. Il est aussi le juge et l'hôte des deuxième et troisième saisons de l'émission La prochaine top modèle canadienne (un dérivé de l'original).

## Biographie
Jay Manuel est né d'une mère italienne et tchèque et d'un père sud-africain. Il grandit à Toronto où il étudie au Dr Norman Bethune Collegiate Institute et à Université York.
Avant d'entrer dans l'industrie de la mode, il étudie l'opéra en travaillant pour le Metropolitan Opera. Finalement, il devient maquilleur professionnel pour des personnalités telles que Tyra Banks et Iman.
Jay Manuel et son ami J. Alexander, une autre personnalité de Top Model USA, apparaissent sur E! Entertainment dans des épisodes de l'émission Fashion Police avec Debbie Matenopoulos (actrice et personnalité de la télévision américaine). 
Il fait une apparition dans le téléfilm canadien The Rest of My Life: Degrassi Takes Manhattan.